# 무카와정
무카와정(일본어: むかわ町)은 일본 홋카이도 이부리 종합진흥국 관내 동부에 있는 정이다. 지명의 유래로는 아이누어의 ‘무카’(ムカ, 물이 스며들어 나온다), ‘무카프’(ムカプ, 더덕이 있는 곳), ‘뭇카·페트’(ムッカ・ペツ, 찬 강) 등 여러 설이 있다.

## 지리

### 기후
태평양 연안의 옛 무카와정 지구는 1월 평균 기온이 -6.0도, 8월 평균 기온이 20.3도, 연평균 기온은 7.1도이다. 한편 내륙에 있는 옛 호베쓰정 지구는 1월 평균 기온이 -8.8도, 평균 최저 기온이 -16.0도로 매우 추위가 심하고 엄한기에는 ―25도를 밑도는 날도 적지 않다.
| 무카와정의 기후                                              | 무카와정의 기후 | 무카와정의 기후 | 무카와정의 기후 | 무카와정의 기후 | 무카와정의 기후 | 무카와정의 기후 | 무카와정의 기후 | 무카와정의 기후 | 무카와정의 기후 | 무카와정의 기후 | 무카와정의 기후 | 무카와정의 기후 | 무카와정의 기후 |
| 월                                                           | 1월             | 2월             | 3월             | 4월             | 5월             | 6월             | 7월             | 8월             | 9월             | 10월            | 11월            | 12월            | 연간            |
| ------------------------------------------------------------ | --------------- | --------------- | --------------- | --------------- | --------------- | --------------- | --------------- | --------------- | --------------- | --------------- | --------------- | --------------- | --------------- |
| 역대 최고 기온 °C (°F)                                       | 9.2 (48.6)      | 9.2 (48.6)      | 15.5 (59.9)     | 22.2 (72.0)     | 28.1 (82.6)     | 30.5 (86.9)     | 32.5 (90.5)     | 34.8 (94.6)     | 30.0 (86.0)     | 24.0 (75.2)     | 18.2 (64.8)     | 15.0 (59.0)     | 34.8 (94.6)     |
| 일평균 최고 기온 °C (°F)                                     | −0.7 (30.7)     | 0.0 (32.0)      | 3.9 (39.0)      | 10.1 (50.2)     | 15.4 (59.7)     | 18.8 (65.8)     | 22.4 (72.3)     | 24.3 (75.7)     | 22.0 (71.6)     | 16.1 (61.0)     | 8.8 (47.8)      | 1.9 (35.4)      | 11.9 (53.4)     |
| 일일 평균 기온 °C (°F)                                       | −6.0 (21.2)     | −5.3 (22.5)     | −0.4 (31.3)     | 5.1 (41.2)      | 10.5 (50.9)     | 14.6 (58.3)     | 18.7 (65.7)     | 20.3 (68.5)     | 16.9 (62.4)     | 10.3 (50.5)     | 3.8 (38.8)      | −3.0 (26.6)     | 7.1 (44.8)      |
| 일평균 최저 기온 °C (°F)                                     | −12.5 (9.5)     | −12.1 (10.2)    | −5.5 (22.1)     | −0.3 (31.5)     | 5.6 (42.1)      | 11.0 (51.8)     | 15.7 (60.3)     | 16.9 (62.4)     | 11.7 (53.1)     | 4.3 (39.7)      | −1.6 (29.1)     | −8.7 (16.3)     | 2.0 (35.7)      |
| 역대 최저 기온 °C (°F)                                       | −26.2 (−15.2)   | −26.7 (−16.1)   | −23.9 (−11.0)   | −11.7 (10.9)    | −3.4 (25.9)     | 1.5 (34.7)      | 7.2 (45.0)      | 6.4 (43.5)      | 0.6 (33.1)      | −5.1 (22.8)     | −13.2 (8.2)     | −22.8 (−9.0)    | −26.7 (−16.1)   |
| 평균 강수량 mm (인치)                                        | 27.8 (1.09)     | 25.6 (1.01)     | 41.2 (1.62)     | 65.7 (2.59)     | 103.2 (4.06)    | 86.7 (3.41)     | 127.5 (5.02)    | 179.0 (7.05)    | 141.0 (5.55)    | 96.3 (3.79)     | 72.9 (2.87)     | 44.6 (1.76)     | 1,018 (40.08)   |
| 평균 강수일수 (≥ 1.0 mm)                                     | 7.9             | 6.9             | 8.0             | 10.2            | 11.3            | 9.1             | 10.7            | 11.2            | 10.6            | 11.1            | 11.1            | 8.8             | 116.9           |
| 평균 월간 일조시간                                           | 131.3           | 139.8           | 176.9           | 175.7           | 186.5           | 148.8           | 124.2           | 146.3           | 163.0           | 160.8           | 125.6           | 121.5           | 1,800.4         |
| 출처: 일본 기상청 (평년값: 1991년~2020년, 극값: 1978년~현재) |                 |                 |                 |                 |                 |                 |                 |                 |                 |                 |                 |                 |                 |

### 인접한 자치체
- 이부리 종합진흥국
  - 아쓰마정
- 히다카 진흥국
  - 히다카정, 비라토리정
- 소라치 종합진흥국
  - 유바리시
- 가미카와 종합진흥국
  - 시무캇푸촌

## 역사
2006년 3월 27일에 유후쓰군 무카와정과 호베쓰정의 신설 합병으로 설치되었다.

## 산업
농업과 수산업이 주요하다. 농업에서는 딸기의 산지로 알려져 있고 그 외에 감자나 수도(水稲)의 생산도 있다. 또 젖소·육우·양돈과 같은 축산업에도 힘을 쓰고 있다. 수산업은 가리비 양식이 주력이다.

## 교통

### 철도
- 홋카이도 여객철도 히다카 본선

### 도로
- 히다카 자동차도
- 국도 235호선(일본어판)
- 국도 274호선